# Rabbia (album)
Rabbia è uno street album del rapper Tormento e del DJ genovese DJ Kamo, reso disponibile in free download dal sito dell'artista il 15 gennaio 2009. Composto di tracce inedite e di alcune vecchie tracce (Se non fumassi, Non puoi e Principi fondamentali della filosofia cronica), necessarie per comprendere il percorso che ha portato alla creazione del disco, l'album precede il nuovo lavoro ufficiale a nome Yoshi.

## Tracce
1. A fare male intro - 0:28
2. Yoshi Speaks - 1:12
3. Rabbia - 4:21 - (Testi: Yoshi - Musica: Yoshi)
4. Dramma ft. Rayden - 2:58 -  (Testi: Yoshi - Musica: Rayden)
5. Raiden Drop - 1:12 - (Testo e musica: Rayden)
6. Non puoi - 2:35  (Testi: Yoshi - Musica: Wiskbeatz)
7. Passala ft. Ibbanez - 3:14 - (Testi: Yoshi, Ibbanez - Musica: Mike Samaniego)
8. Playaz Club Interlude - 0:39
9. Lucifer - 2:55
10. Piantala ft. Tesmo - 5:04 - (Testi: Yoshi - Musica: Tesmo)
11. Grandmaster Flash ft. Bonnot, Esa, U-Net - 3:05 - (Testi: Yoshi - Musica:)
12. We Love Top Billin Skit - 0:48
13. Yoshi Explosion - 1:45
14. Principe fondamentali della filosofia cronica - 3:07 - (Testi: Yoshi - Musica: Fritz da Cat)
15. È un'arte ft. DJ Fede - 3:25 - (Testi: Yoshi - Musica: DJ Fede)
16. Il più bravo ft. Albe e Dema - 3:53 - (Testi: Yoshi, Albe, Dema - Musica: )
17. Siamesi Interlude - 0:25
18. Bugiarda ft. Esa - 3:35 - (Testi: Yoshi, Esa - Musica: )
19. Funkprez Drop - 0:39
20. Mi ritroverai ft. Esa - 3:53 - (Testi: Yoshi, Esa - Musica:)
21. Se non fumassi - 3:49
22. No no - Mike Samaniego ft. Blunt Bros - 2:34
23. Più su ft. K-Ci - 4:59
24. Riddim Dillinger - 2:59
25. When U Do What You Do - Maurizio Grondona - 4:19
26. Marya Drop - 0:17
27. Bugiarda Reprise ft. Esa - 4:08
28. DJ Kamo Drop - 0:13